# Волжанин-3290
Волжанин-3290 — автобус малого класса, выпускавшийся с 2000 по 2010 год на автобусном заводе «Волжанин».

## История

### Волжанин-3290.00
Опытный образец категории N1, получивший название Волжанин-3290.00, был представлен в 2000 году на выставке MIMS-2000. Планировалось, что автобус поступит в Санкт-Петербург.
Волжанин-3290.00 оснащён четырёхцилиндровым двигателем ММЗ Д-245.2 мощностью 136 л. с. Также была возможна установка двигателей MAN и ЯМЗ. В то же время 3290.00 стал первым российским автобусом малого класса с пневматической подвеской. Вместимость автобуса составляет 44 пассажира, 28 из которых — сидячие.

### Волжанин-3290.10
В 2002 году был представлен серийный вариант автобуса категории N2, получивший название Волжанин-3290.10. Он имеет задний мост Raba, трансмиссию ЗИЛ-5301 и рулевое управление Csepel. Передняя подвеска автобуса независимая пневматическая. Вместимость составляла 40 пассажиров, 26 из которых — сидячие.

### Волжанин-32901 (Volgabus-32901)
Волжанин-32901 категории M3, представленный в 2004 году на выставке MIMS-2004, выпускался с 2006 года на шасси TATA LPT-613. Конкурентом является БАЗ А079. Автобус оснащён шестицилиндровым двигателем TATA-697 мощностью 130 л. с., являющимся аналогом Mercedes-Benz OM352. Общая пассажировместимость составляет 35 человек, 24 из которых — сидячие. Объём багажника составляет 1,5 м3. Передняя и задняя подвески зависимые. Обновлённый вариант автобуса был представлен в 2007 году на выставке «Интеравто-2007», которая проходила в московском выставочном центре «Крокус Экспо». Автобус выпускался на шасси Ashok Leyland. Его пассажировместимость составляет 30 мест.